# Łomazy
Łomazy is een dorp in het Poolse woiwodschap Lublin, in het district Bialski. De plaats maakt deel uit van de gemeente Łomazy en telt 1700 inwoners.